# Biutiful
Biutiful ist ein mexikanisches Filmdrama des Regisseurs Alejandro González Iñárritu aus dem Jahr 2010.

## Handlung
Der Ort der Handlung ist Barcelona. Der Protagonist Uxbal lebt in beengten Verhältnissen getrennt von seiner Frau Marambra. Diese hat sexuelle Kontakte zu Uxbals Bruder, der als Subunternehmer im Baugewerbe gut verdient. Uxbal sorgt allein auf liebevolle Weise für seine schulpflichtigen Kinder Ana und Mateo. Ein weiteres soziales oder familiäres Umfeld besteht nicht, Uxbal wuchs als Waise auf. Geld verdient er, indem er den illegalen Straßenverkauf gefälschter Markenware durch einen afrikanischen Hehlerring organisiert und das absichert, indem er einen Polizisten besticht. Seine (vermeintliche) Fähigkeit, mit Toten Kontakt aufnehmen zu können, lässt er sich von den Hinterbliebenen auf Totenfeiern und Beerdigungen bezahlen. Unterleibsschmerzen und blutiger Urin führen bei Uxbal zur Diagnose einer fortgeschrittenen Krebserkrankung an der Prostata (mit Fernmetastasen in Lunge und Leber), der behandelnde Arzt beginnt mit einer Chemotherapie und teilt ihm mit, seine Lebenserwartung betrage bei Durchführung der Therapie nur noch wenige Monate; Uxbal bricht sie jedoch ab und sucht Hilfe und Rat bei Bea, einer befreundeten Esoterikerin.
Uxbal versucht mit aller Kraft, seinen Kindern eine sichere Zukunft aufzubauen, doch seine Versuche scheitern und seine Probleme werden immer größer. Die Versöhnung mit seiner alkoholkranken und an einer bipolaren Störung leidenden (manisch-depressiven) Ehefrau Marambra scheitert, eine gemeinsame Kindererziehung mit ihr stellt sich als unmöglich heraus.
Die Afrikaner aus dem Hehlerring, die für ihn die illegal von einer ebenfalls illegalen Chinesengruppe hergestellten Markenplagiate verkaufen, werden von der Polizei brutal gejagt und verhaftet; auch Uxbal wird vorläufig festgenommen, als er seinem Freund Ekweme bei dessen Festnahme helfen will. Er wird jedoch von seinem Bruder für eine Kaution ausgelöst.
Der Bruder will die nun arbeitslosen illegalen Chinesen auf einer Baustelle als Schwarzarbeiter beschäftigen. Sie übernachten in einer ungeheizten Unterkunft, die nachts abgeschlossen wird. Uxbal besorgt ein paar Gasbrenner für den Raum, nimmt dabei jedoch, um Geld zu sparen, die billigsten. Eines Morgens liegen fast alle Chinesen, darunter auch eine Frau mit Kind, tot auf ihren Matratzen, offensichtlich infolge einer durch die Brenner verursachten Kohlenstoffmonoxid-Vergiftung. Die beiden Schlepper, die die Chinesen nach Spanien gebracht haben, schaffen die Leichen auf ein Schiff und werfen sie vor der Küste ins Meer, tags darauf werden sie jedoch an den Strand gespült, was große Medienaufmerksamkeit nach sich zieht.
Uxbal wird von schwersten Schuldgefühlen geplagt, zugleich wirkt sich der Krebs immer stärker aus. Erneut sucht er Trost bei Bea, die ihm zwei schwarze Steine gibt, die er seinen Kindern als Andenken weitergeben soll, wenn die Zeit gekommen ist, sich von ihnen zu verabschieden. Sein Bruder schleppt ihn in eine dröhnend hämmernde Pornobar und Disco, in der sich Uxbal völlig deplatziert fühlt. Das Geld, das er für seine Kinder gespart hat, gibt er der Frau von Ekweme, die er mit ihrem kleinen Kind nach der Ausweisung Ekwemes bei sich hat wohnen lassen. Nun pflegt sie den sterbenden Uxbal und kümmert sich um seine Kinder. Uxbal hat die Hoffnung, dass sie sich nach seinem Tod seiner Kinder annimmt, was sie anfangs auch tut. Als sie das Geld jedoch in den Händen hält, beschließt sie, damit abzuhauen. In letzter Sekunde überlegt sie es sich noch einmal und kehrt auf dem Bahnsteig wieder um. Uxbals Sterben wird durch surreale Bilder begleitet: schwarze Schmetterlinge an der Decke über seinem Bett, die sich im Laufe des Films vermehren, die Leichen der Chinesen, die unter der Zimmerdecke ihres Schlafraums schweben.
Die Schlusssequenz des Films ist identisch mit der ersten Szene des Films: Im Moment seines Todes trifft er in einem verschneiten Wald auf seinen (jugendlichen) Vater, der kurz vor seiner Geburt nach Mexiko fliehen musste, dort aber zwei Wochen später an einer Lungenentzündung starb. Den einbalsamierten Leichnam des Vaters hatte Uxbal zusammen mit seinem Bruder in der Leichenhalle angesehen, als die Grabstelle aufgelöst wurde.

## Produktion und Filmstart
Die Dreharbeiten begannen im Oktober 2008 in Barcelona. Biutiful kam am 20. Oktober 2010 in Frankreich erstmals in die Kinos. Zwei Tage später folgte die Premiere in Mexiko. Der deutsche Filmstart war am 10. März 2011.

## Auszeichnungen

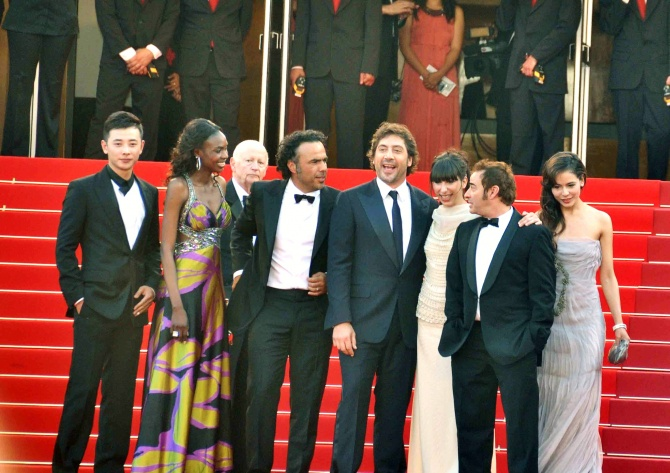
Das Filmteam bei den Filmfestspielen von Cannes

Biutiful wurde bei der Oscarverleihung 2011 für einen Oscar in der Kategorie Bester fremdsprachiger Film nominiert. Außerdem wurde Javier Bardem für seine Rolle als Bester Hauptdarsteller nominiert. Damit ist Biutiful der erste komplett spanischsprachige Film, der eine Nominierung in dieser Kategorie erhielt.
Bei den Internationalen Filmfestspielen von Cannes 2010 wurde der Film präsentiert und war als Bester Film für die Goldene Palme nominiert. Bardem wurde als bester Schauspieler ausgezeichnet.
Für den spanischen Filmpreis Goya wurde der Film in acht Kategorien nominiert und gewann den Preis für den besten Hauptdarsteller (Bardem). Bei den British Academy Film Awards 2011 gab es zwei Nominierungen als bester fremdsprachiger Film und für den besten Hauptdarsteller (Bardem).
Einen Preis für den besten fremdsprachigen Film gewann der Film bei den Phoenix Film Critics Society Awards, den Dallas-Fort Worth Film Critics Association Awards und den Washington D.C. Area Film Critics Association Awards. Daneben gab es mehr als ein Dutzend weiterer Nominierungen, darunter bei den Golden Globe Awards, den Satellite Awards und den Critics’ Choice Awards.

## Trivia
Der orthografisch falsche Titel „Biutiful“ stammt aus einer Szene des Films. Der Vater Uxbal liest das Wort von einer Zeichnung seiner Tochter Ana ab. Er selber hatte es ihr in einer früheren Szene falsch buchstabiert.